# Дрюон Антигон
Дрюон Антигон — антверпенский фольклорный персонаж, связанный с легендой о Сильвии Брабо.

## Легенда
Согласно легенде, Дрюон Антигон был великаном, жившим в Брабанте. Дрюон Антигон взимал плату с кораблей, шедших по Шельде. Если капитан корабля отказывался платить, то великан отрубал ему руку и бросал её в воду. Так продолжалось до тех пор, пока римский солдат Сильвий Брабо не победил великана, убил его, отрубил его руку и бросил её в Шельду. От этого «бросания руки» (нидерл. hand werpen) по легенде и произошло название «Антверпен».

## В культуре
На многочисленных скульптурах Брабо в Антверпене, солдат всегда изображается с отрубленной рукой великана. На фонтане на Большом рынке (главной площади) перед ратушей Антверпена также изображено обезглавленное тело Антигона.
В 1534—1535 Питер Куке ван Алст, основываясь на легенде о Дрюоне Антигоне, создал куклу городского великана. В 1549 куклу провезли по улицам города в ходе торжественного въезда Филиппа Испанского в Антверпен. И сегодня в  ходе городских процессий куклу, сделанную из металла и папье-маше, проносят по улицам; обычно же она находится в музее MAS.
Легенда о Брабо и Антигоне также рассказывается в одном из комиксов «Сюске и Виске».